# Vaca Falls Railway
| Steilstrecke der Vaca Falls Railway |                           |                          |                          |
| Streckenlänge: | 24 km                     |                          |                          |
| Spurweite: | 914 mm (engl. 3-Fuß-Spur) |                          |                          |
| |                           |                          |                          |
| \| \| km (mi) \| \| \| \| \| 0.0 (0) \| Vaca-Wasserfälle \| Vaca-Wasserfälle \| \| \| \| Sapodilla-Trestle-Brücke \| \| \| \| 24 (15) \| Camp 6[1] im Chiquibui-Wald \| Camp 6[1] im Chiquibui-Wald \| |                           |                          |                          |
| | km (mi)                   |                          |                          |
| Kopfbahnhof Streckenanfang (Strecke außer Betrieb) | 0.0 (0)                   | Vaca-Wasserfälle         | Vaca-Wasserfälle         |
| Brücke (Strecke außer Betrieb) |                           | Sapodilla-Trestle-Brücke | Sapodilla-Trestle-Brücke |
| Kopfbahnhof Streckenende (Strecke außer Betrieb) | 24 (15)                   | Camp 6 im Chiquibui-Wald | Camp 6 im Chiquibui-Wald |

Die Vaca Falls Railway war eine von etwa 1926 bis 1952 betriebene 24 Kilometer lange Schmalspur-Waldeisenbahn zwischen den Vaca-Wasserfällen und dem Chiquibui-Wald auf der Mountain Pine Ridge in Belize.

## Geschichte
Die als Standseilbahn und mit in Nordhausen hergestellten Montania-Benzollokomotiven betriebene Vaca Falls Railway wurde zum Abholzen von Mahagonibäumen verwendet. Sie wurde wohl Mitte der 1920er Jahre von der Mengel Company aus Kentucky in der Nähe der Vaca-Wasserfälle gebaut. Die Strecke gehörte der Belize Estate and Produce Company Ltd., die sie bis 1952 betrieb.
Auf dem Bauernhof der Familie Morales befinden sich im Busch bei der Che-Chem-Ha-Höhle auf dem Vaca-Plateau in der Gegend von Arenal, südlich von Benque Viejo del Carmen  noch alte Gleise, Lokomotiven und Teile, die 1926 in Alabama hergestellt worden waren.

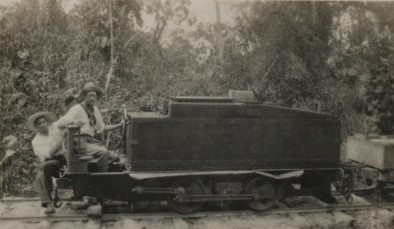
Montania-Lokomotive
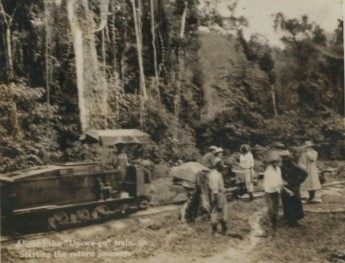
Beginn der Rückfahrt an Bord des „Up-we-go“-Zuges
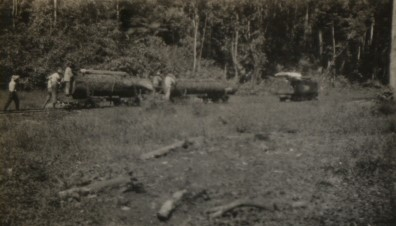
Uprade der Vaca Tramway
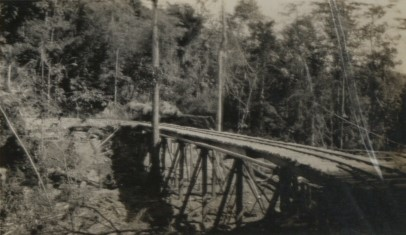
Sapodilla-Trestle-Brücke
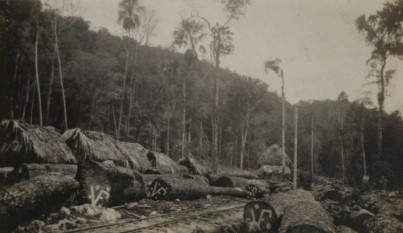
VF-Langholz